# 파스콸레 말리피에로

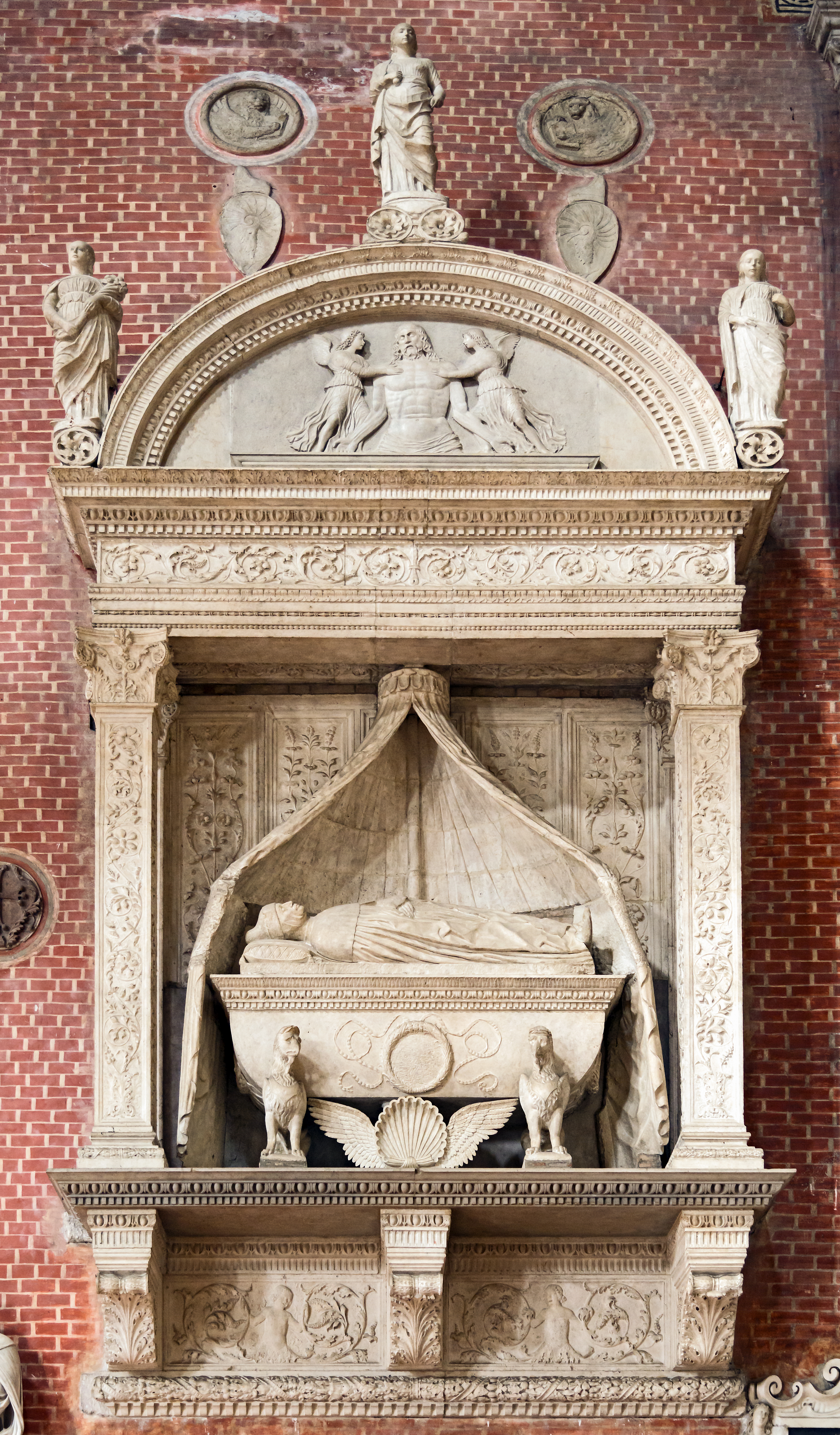
산티 조반니 에 파올로 성당에 있는 묘비

파스콸레 말리피에로(Pasquale Malipiero, (1392년 – 1462년 5월 7일)는 1457년 10월 30일부터 그가 사망할때까지, 66대 베네치아의 도제로 있었던 베네치아의 정치인이며, 평화의 인도자(dux pacificus)라는 별칭을 지녔었다. 그는 프란체스코 포스카리의 자리를 이어 받았으며, 포스카리 가문의 적대 세력으로서 특별히 선출되었다. 1458년에 그는 10인 위원회의 권력을 제한하는 법 조항에 서명을 했다. 그는 베네치아 도제들의 전통적인 매장소인 산티 조반니 에 파올로 성당에 묻혔다. 그의 도제 자리는 크리스토포로 모로가 이어받았다. 그는 조반나 단돌로와 혼인하였었다.
| 공직                     | 공직                             | 공직                   |
| ------------------------ | -------------------------------- | ---------------------- |
| 이전 프란체스코 포스카리 | 베네치아 공화국의 도제 1457–1462 | 이후 크리스토포로 모로 |